# 加林娜·乌兰诺娃
加林娜·谢尔盖耶夫娜·乌兰诺娃（俄语：Галина Сергеевна Уланова，1910年1月8日—1998年3月21日），苏联最著名的芭蕾舞演员。
她在莫斯科的單位被改建成國家博物館，聖彼德堡和斯德哥尔摩也有紀念她的地方。
烏蘭諾娃於聖彼德堡就讀，师从阿格利普賓娜‧瓦加諾娃（Agrippina Vaganova），其母，為俄羅斯帝國芭蕾舞團的芭蕾演員。 
在1944年，當她的名聲傳至斯大林的耳邊時，他叫她到波尔采劇院。